# Hoccer
Hoccer war ein Instant-Messaging-Dienst für Smartphones und Tabletcomputer, der von 2009 bis 2020 existierte. Der vollständige Eigenname lautete „Hoccer – der sichere Messenger“. Für private Nutzer war er kostenlos. Unterstützt wurden die Betriebssysteme Android (ab Version 4.0) und iOS (ab Version 7.1). Da es sich bei der Software nicht um quelloffene Software handelte, konnten Hersteller-Angaben zum Verhalten der Software, insbesondere der sicherheitsrelevanten Teile, von unabhängiger Stelle nicht überprüft werden.

## Geschichte
Entwickelt wurde die Messaging-App von der Hoccer Betriebs GmbH. Das Unternehmen ging mit einer Gruppe von Softwareentwicklern aus der Designagentur ART+COM hervor. Federführend wurde Hoccer von dem Hard- und Softwareentwickler und Politiker Pavel Mayer entwickelt. Im März 2014 hat der Medienunternehmer Dirk Ströer für 50 Millionen Euro insgesamt 51 % der Anteile an der Hoccer Betriebs GmbH übernommen. Ströer zahlte nur einen Teil in bar, den Rest erhielten die Hoccer-Eigentümer in Form von Werbung.
Seit August und November 2009 boten die Entwickler für Android und iOS jeweils zwei verschiedene Apps an: den Messenger Hoccer XO und den damaligen Hoccer mit Filesharing-Funktion. Letzterer beinhaltete eine selbst entwickelte Geokoordinatenabfrage und einen Datenaustausch durch Gestensteuerung. Nach Annäherung der Features beider Apps wurden sie im November 2014 zu einer einzigen verschmolzen. Mitte Mai 2020 wurde der Dienst überraschend eingestellt.

## Funktionen
Über die Applikation konnten unlimitiert Textnachrichten, Fotos, Videos, Sprachnachrichten, Adressbucheinträge, Standortdaten und weitere Dateiformate in Einzel- und Gruppenchats versendet werden. Wie auch bei anderen sicheren Messengerdiensten wurden alle Nachrichten und anderen Anhänge direkt auf dem Gerät verschlüsselt und können nur vom Empfänger wieder entschlüsselt werden. Zur Verschlüsselung nutzte Hoccer eine hybride Verschlüsselung, bestehend aus einer Kombination von AES-256 mit 4096-bit RSA.
Im Gegensatz zu anderen Messaging-Apps war Hoccer ein pseudonymer Dienst, der datensparsam und ohne Telefonnummer oder andere persönliche Daten auskommt. Einzigartig war der Geo-Locations-Service „Nearby“, der es Benutzern ermöglicht, im Umkreis von 100 m ohne Austausch jeglicher nutzerbezogener Daten, Nachrichten und Anhänge ungeachtet der Größe auszutauschen.
Der (laut Herstellerangaben) hohe Grad an Datenschutz geht zu Lasten der Benutzerfreundlichkeit. Die Einrichtung verlief, im Vergleich mit WhatsApp, langwieriger. Ein Abgleich der Kontaktliste findet nicht statt.

## Sicherheit
Laut Herstellerangaben verfügte jeder Benutzer über einen privaten Schlüssel, der ausschließlich auf dem Endgerät abgelegt und nicht beim Serviceprovider gespeichert wurde. Die verwendete Verschlüsselung sei asymmetrisch, bestehend aus privatem und öffentlichem Schlüssel, und solle beim Chatten ein hohes Maß an Sicherheit bieten. Grundsätzlich funktioniere die Kommunikation zwischen Client und Server und zwischen den Hoccer-Servern nur über verschlüsselte HTTPS-Verbindungen (SSL/TLS-Verschlüsselung). Es würden sogenannte „Pinned Certificates“ verwendet, um Zertifizierungsstellen nicht vertrauen zu müssen.
Der Hersteller gab weiterhin an, dass vom Benutzer selbst keine Zugangsdaten gespeichert werden. Er sei für Hoccer nur eine zufällig generierte Nummer. Alle Zugangsdaten des Benutzers würden auf dem Gerät des Benutzers gespeichert. Die App habe weder Einsicht in Dateiformate noch in die Inhalte der Nachrichten, die verschickt werden. Es würden so wenige Daten wie möglich auf den von Hoccer genutzten Servern gespeichert. Sie sollen sich ausschließlich in Deutschland befinden und unterliegen deshalb dem deutschen Datenschutzrecht. Nach vollständiger Übermittlung von Nachrichten würden diese unverzüglich wieder vom Server entfernt.

## Rezeption
Laut Stiftung Warentest war Hoccer im Jahr 2015 der deutsche Testsieger bei den Messenger-Apps. Sie lobten, dass Hoccer vorbildlich mit persönlichen Daten umgeht.